# Стільмашенко Сергій Петрович
Сергій Петрович Стільмашенко (21 квітня 1971, Харків) — український оперний співак. Володіє голосом баритонально-тенорового діапазону.

## Біографія
Народився Сергій в Харкові. Його мати — солістка Харківської обласної філармонії, заслужена артистка України Лариса Стільмашенко. Вона рано помітила вокальні здібності сина, які він розвивав спочатку в дитячій студії при Харківському державному інституті мистецтв ім. І. П. Котляревського (нині — Харківський національний університет мистецтв імені І. П. Котляревського). Потім був студентом цього вишу. Як випускник інституту став солістом Харківського академічного театру опери і балету ім. Лисенка (нині — Харківський національний академічний театр опери та балету імені М. В. Лисенка).
Екс-харків'янин про музичну освіту:
| «Я рекомендую українські, харківські музичні виші» |
Сергій відмінно проявив себе на ряді міжнародних конкурсів, зокрема на міжнародному конкурсі вокальної майстерності ім. Рози Понсель (1994) отримав грант на навчання.
Співак стажувався в США і Канаді, в країнах Європи, працює у Франції (з 2001 року), маючи провідні партії в сотні оперних вистав.
Розмовляє п'ятьма мовами

### Виступи в Харкові
Співак співпрацював з першим професійним молодіжним оркестром України — Молодіжним оркестром «Слобожанський» з Харкова.
Весна 2009 року — Стільмашенко виступав у Харківській філармонії з сольним концертом.
29 серпня 2009 року Сергій своїм концертом у Харківській філармонії відкрив ініційовану тут акцію «Королі рейтингів». У виконанні маестро прозвучали арії із опер «Севільський цирюльник» Дж. Россіні, «Кармен» Ж. Бізе, «Йоланта» П. Чайковського, «Ріголетто» Дж. Верді
17 березня 2013 року у Харкові в Superior Hall (Superior Golf Club) знову виступав Сергій Стільмашенко. В рамках проекту «Ніч опери» українець в супроводі академічного симфонічного оркестру Харківської філармонії (диригент Юрій Янко) співав для земляків арії з опер Чайковського, Леонкавалло, оперет Кальмана, неаполітанські пісні. Публіку пригощали стравами європейської кухні. Квиток коштував близько 100 доларів.

## Вподобання
Улюблений оперний композитор Верді, співак читає Віктора Пелевіна, займається спортом. Йому подобається йога, пілатес, тобто такий спорт, який укріплює внутрішні м'язи організму, які найбільш необхідні для співака.